# Lasse Svensson
Lasse Viktor Emanuel Svensson, född 12 maj 1947 i Järvsö, Gävleborgs län, är en svensk före detta trummis och musikproducent, numera producent för den svenska dubbningsstudion Eurotroll (före detta Media Dubb). Han är yngre bror till Barbro "Lill-Babs" Svensson.
Svensson var trumslagare i musikgruppen Tages från 1967 och därefter i efterföljaren Blond fram till dess upplösning 1970. Han var därefter verksam som musikproducent, bland annat åt Lill-Babs och Monica Törnell. Senare började han producera tecknad film, bland annat Media Dubbs översättning av Turtles.

## Filmografi (urval)
- 1971 – Någon att älska
- 1992 – James Bond Junior (TV-serie) (röst)
- 1998 – Små soldater (röst)
- 2011 – Savannens hjältar (röst)
- 2014 – Natt på museet: Gravkammarens hemlighet (röst)
- 2016 – Kung Fu Panda 3 (röst)
- 2019 – Lego-filmen 2 (röst)